# Jean Lafitte

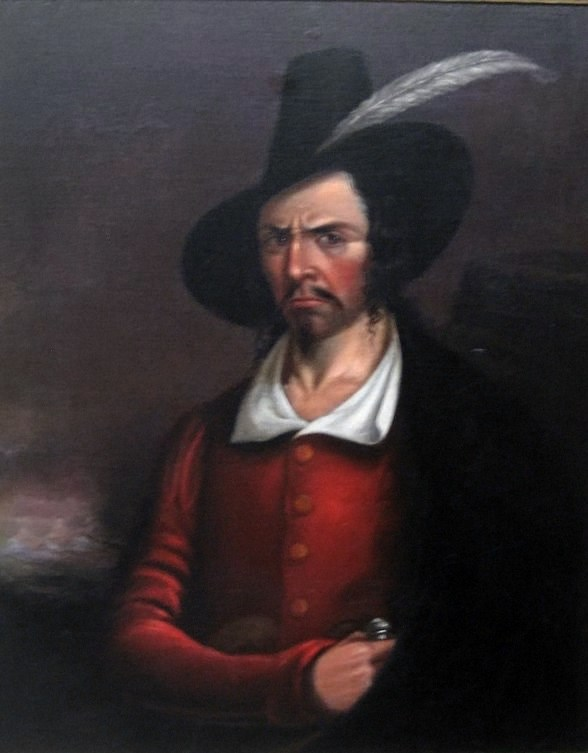
Jean Lafitte

Jean Lafitte (1781 - 1826?), Saint-Malo?, Frankrijk, was een ondernemer en piraat (boekanier) die de Caribische Zee en de Golf van Mexico onveilig maakte met het kapen en plunderen van verschillende schepen.

## Jeugdjaren
Het is niet met zekerheid vast te stellen dat Lafitte uit Frankrijk kwam, maar men vermoedt dat hij ergens rond de kust bij Bordeaux geboren is. Zijn vader zou een Fransman geweest zijn en zijn moeder van Spaanse afkomst.
Al op jonge leeftijd liep Jean van huis weg en meldde zichzelf aan bij de Britse marine, maar zijn vader wist hem op te sporen en nam hem weer mee naar huis. Bij een tweede poging wist hij echter wel aan boord te komen van een fregat, The Fox, en was hij van zijn vader verlost. Lafitte voer met de Britse marine naar Cartagena waar hij enige tijd verbleef om vervolgens naar Charleston in de Verenigde Staten te trekken om daar werk te zoeken. Hij ging aan de slag als visser en later op handelsschepen. Al vlug had Lafitte een eigen handel opgezet, die erg succesvol verliep, en na enige tijd kon hij zijn eigen schip kopen. Lafitte zou uiteindelijk vertrokken zijn uit Charleston omdat hij een man vermoord zou hebben na een conflict waarbij zowel hij als het vermeende slachtoffer hun zinnen hadden gezet op dezelfde vrouw. Jean vertrok naar New Orleans.

## Handelen in New Orleans
Lafitte had al snel zijn handel opgestart van tabak en andere gewenste artikelen, ook had hij een smokkelroute gecreëerd op de Mississippi en dat bleek erg winstgevend. Al gauw bleek dat Jean niet meer veilig was in New Orleans, omdat hij steeds meer gecontroleerd werd door de overheid, in het bijzonder door kolonel Ellis P Bean in opdracht van Andrew Jackson.
Hij had er een hekel om piraat genoemd te worden en zag zichzelf als iemand die de economie draaiende hield. Dat bewees hij door handel te drijven op de Mississippi en New Orleans (VS) en zichzelf tot ondernemer te benoemen.

## Grand Terre eiland
Hij vond zijn toevlucht op Grand Terre, een eiland ten zuiden van New Orleans, van daar uit wist hij zijn handel voort te zetten. Met de inmiddels in dienst getreden broers Pierre en Alexander (of Antoine) Lafitte wist hij zijn handel uit te bouwen, zij verbleven dan op het vasteland en rond de Mississippi. Wat Jean weer de kans gaf om vrachtschepen aan te vallen vanuit zijn basis, hij kreeg hierbij steun van Dominique You.
Hij kreeg het voor elkaar om Grand Terre Island, vol rovers, vissers en ander gespuis, tot echte zeemannen te maken en op zijn hoogtepunt had hij wel duizend man onder zich die als troepen dienden voor de Slag bij New Orleans tijdens de Engels-Amerikaanse Oorlog.

## Slag bij New Orleans(1814)
In 1814 was de Britse marine op weg om New Orleans te veroveren op de Amerikanen. Gouverneur Andrew Jackson vroeg Lafitte om hulp, wat vreemd was omdat de twee elkaar al jaren met elkaar twistten. Zijn liefde voor Amerika deed hem er toch toe besluiten om Jackson tegemoet te komen. Hij breidde in New Orleans rivieren en lagunes uit en tijdens de Oorlog van 1812 zorgde hij voor textiel, medicijnen en voedsel en vernietigde hij twee Britse schepen. Hij werd hiervoor later uitgeroepen tot held van New Orleans. Ook richtte hij zijn eigen koninkrijkje op, het koninkrijk Barataria, een aantal eilanden ten zuiden van New Orleans.

## Galveston
In 1817 trok Lafitte naar Galveston, een eiland nabij Texas, om het te veroveren en een nieuwe basis te stichten. Het eiland stond onder bestuur van Louis Michel Aury die door de overmacht van Lafitte vertrok. Lafitte zou op Galveston getrouwd zijn met Madeline Regoud, een weduwe uit een eerder huwelijk. Na 1821 werd het eiland weer veroverd door de Engelsen, Lafitte wist te ontkomen maar wat er hierna met hem is gebeurd blijft onduidelijk.

## Mysterieuze verdwijning
Er doen diverse meldingen en mythen na 1821 over hem. In 1821 nabij Barataria Bay vloog zijn schip in brand, maar zijn lijk werd niet gevonden. Andere bronnen zeggen dat hij zich in Colombia gevestigd had. Men dacht dat hij met de noorderzon was vertrokken richting Afrika of dat hij aan een ziekte is overleden op Santo Domingo. Tevens wordt gezegd dat hij zich in een van de staten van de VS heeft gevestigd om een rustig leven te leiden. In 1950 zou een man zich hebben gemeld als achterkleinkind van Lafitte en zijn dagboek (journaal) in bezit hebben.

## Trivia
- De gouverneur van de staat Mississippi loofde 3000 dollar uit voor het gevangennemen van Jean Lafitte. Jean beloofde op zijn beurt het dubbele uit te geven voor het gevangennemen van de gouverneur.

## Boek en film
In de bibliotheek van Texas liggen er twee manuscripten van Lafitte die op Galveston gevonden zijn, men is nog steeds op zoek naar zijn journaal, dat door het leven gaat als Lafitte's Journal. 
In fictie:
- Edgar Rice Borrough gebruikt zijn personage in het boek Pirate Blood.
- Isabel Allende gebruikt zijn personage in het boek "Zorro".
- The Buccaneer is een film uit 1938 van Cecil B. DeMille die het verhaal vertelt van de betrokkenheid van Jean Lafitte (Fredric March) bij de Slag bij New Orleans.
- In 1958 regisseerde Anthony Quinn de gelijknamige film The Buccaneer, een sterk gefictionaliseerde versie van de feiten met Yul Brynner als Jean Lafitte en Charlton Heston als Andrew Jackson.
- Paul Henreid speelt Lafitte in Last of the Buccaneer's uit 1950.
- Yul Brynner speelt Lafitte in The Buccaneer uit 1958.
- Lafitte speelt een rol in het stripverhaal Man van het jaar - 1848 - De man die het communistisch manifest uitgaf van Pécau, Dellac en Tanco (uitgeverij Daedalus).
- John Dehner speelt Jean Lafitte in aflevering 152 van Bonanza.